# Dead Dead Demon’s Dededede Destruction
Dead Dead Demon's Dededede Destruction (jap. デッドデッドデーモンズデデデデデストラクション) ist eine Manga-Serie von Inio Asano, die von 2014 bis 2022 in Japan erschien. Die mehrfach ausgezeichnete Serie wurde in mehrere Sprachen, darunter auch ins Deutsche, übersetzt. 2024 ist eine Adaption als Animeserie erschienen.  

## Inhalt
Die beiden Mädchen Kadode Koyama und Oran Nakagawa, genannt On-tan, sind Klassenkameradinnen und beste Freundinnen. Während ihr Schulalltag gewöhnlich abläuft, ist die Welt um sie herum aus den Fugen geraten. Drei Jahre zuvor griffen UFOs Japan an, erst ein Atomschlag der USA beendete den Angriff. Doch das Schiff schwebt noch immer über Shibuya und gelegentlich greifen kleine UFOs Menschen an. Auch die Verseuchung durch die Atombombe wirkt noch nach. So geht der Kampf gegen die Angreifer in kleinerem Umfang weiter und die Regierungen suchen nach einer entscheidenden neuen Waffe, während sich die meisten Menschen ihr Leben wieder gut einrichten. Doch Kadodes Leben wird gestört, als ihre Mutter wieder heiraten und in eine nicht-verseuchte Gegend ziehen will. Ihr neuer Vater will ihr sogar ein Studium bezahlen, aber das Mädchen will weder ihre Freundinnen verlassen, noch lernen, studieren und als normale Angestellte arbeiten. Auch On-tan hält nicht viel vom Lernen und schon gar nicht vom langweiligen Leben, dass sie nach einem Studium erwarten würde. Sie schwärmt für ihren Klassenlehrer Watarase und würde ihn gerne verführen. Selbst als sie zu ihm nach Hause kommt, weist der sie ab. Er vertröstet sie, sie könnten eine Beziehung führen, wenn sie Studentin ist, und will sie zu besseren Leistungen motivieren. Sie hat schließlich genug von Watarase, ist aber trotzdem froh, bei ihm gewesen zu sein. Beide Mädchen hängen lieber mit ihren Freundinnen ab, schwatzen über Jungs, ihre Vorlieben, die Liebe, den Alltag und immer wieder auch die Bedrohung über ihnen allen. Die dringt immer wieder in ihren Alltag ein und begeistert sie, beispielsweise als eines der kleinen UFOs in der Nachbarschaft abstürzt und sie Trümmer suchen und sammeln.

## Veröffentlichung
Der Manga erschien von April 2014 bis Februar 2022 im Magazin Big Comic Spirits bei Shogakukan. Die Serie wurde mehrfach unterbrochen und wieder aufgenommen, erstmals von Dezember 2015 bis Mai 2016 und danach von Juli 2016 bis Januar 2017, von März bis November 2017 sowie von Februar bis Dezember 2018. Der Verlag brachte die Kapitel auch gesammelt in zwölf Bänden heraus.  
Auf Deutsch wurde die Serie von Mai 2016 bis November 2023 bei Tokyopop veröffentlicht. Die deutsche Übersetzung stammt von Hana Rude. Eine englische Fassung erschien bei Viz Media, eine französische bei Kana, eine italienische bei Planet Manga und eine polnische bei Kotori. Auf Spanisch erschien der Manga bei Editorial Ivréa in Argentinien und bei Norma Editorial in Spanien, auf Portugiesisch bei JBC in Brasilien. 

## Anime
Im März 2022 wurde angekündigt, dass der Manga als Anime verfilmt wird. Im März und Mai 2024 kam zunächst eine Umsetzung in Form von zwei Filmen heraus. Regie führt Tomoyuki Kurokawa, das Drehbuch schreibt Reiko Yoshida. Es folgte eine Fernsehserie, die wie die Filme bei Production +h. unter Regie von Tomoyuki Kurokawa wurde produziert. Das Charakterdesign stammt von Nobutake Ito und die künstlerische Leitung lag bei Mika Nishimura. Für die Computeranimationen war Satoi Inami verantwortlich, für die Kameraführung Takuma Morooka und die Tonregie lag bei Takeshi Takadera.
Die 18 Folgen mit durchschnittlich 24 Minuten Laufzeit wurden vom 23. Mai bis zum 20. September 2024 von TV Tokyo in Japan gezeigt. Bei Crunchyroll wurde der Anime parallel dazu international veröffentlicht. Zu den Fassungen mit Untertiteln unter anderem auf Deutsch, Englisch, Spanisch und Französisch wurde später auch eine englisch synchronisierte Fassung veröffentlicht.

### Synchronisation
| Rolle                   | japanischer Stimme (Seiyū) |
| ----------------------- | -------------------------- |
| Ouran „Ontan“ Nakagawa. | ano                        |
| Kadode Koyama           | Lilas Ikuta                |
| Keita Ōba               | Miyu Irino                 |
| Hiroshi Nakagawa        | Junichi Suwabe             |

### Musik
Die Musik des Animes stammt von Kana Inukai, Manami Kiyotake, Taro Umebayashi und Yuma Yamaguchi. Die Vorspannlieder sind ZeZeZeZettai Seiiki (絶絶絶絶対聖域) von ano feat. Lilas Ikuta und Seishun Ohka (青春謳歌) von Lilas Ikuta feat. ano. Der Abspann ist unterlegt mit Ashita Chikyuu ga Konagona ni Natte mo (青春謳歌) von Lilas Ikuta feat. ano.

## Rezeption
Die Bände gelangten mehrfach in die japanischen Manga-Verkaufscharts. So erstmals Band 2 mit 50.000 verkauften Exemplaren auf Platz 44 der Charts. Auch die Bände 3 bis 5 erreichten ähnliche Verkaufszahlen. Auch die Bände 6 und 7 wurden noch in den Charts platziert, jedoch mit etwas geringeren Verkaufszahlen.
In Japan erhielt die Serie 2021 den Shōgakukan-Manga-Preis in der allgemeinen Kategorie. 2022 folgte die Auszeichnung mit dem Manga-Preis beim Japan Media Arts Festival. Bereits 2017 erhielt Dead Dead Demon's Dededede Destruction den Daruma-Preis bei den Japan Expo Awards in Paris und 2019 den Konishi-Preis für den besten ins Französische übersetzten Manga.